# Château des Escotais
Le château des Escotais est un château fort aujourd'hui en ruines situé à Jublains (Mayenne) au lieu-dit Les Ecotais. Il est le château originel de la famille des Escotais, une des plus anciennes familles de la noblesse du Maine.

## Histoire du château

### Origines
Le château a été construit pour sécuriser la voie romaine reliant Jublains au Mans,. À ce titre, les premiers éléments de sa structure pourraient être très ancien et bien antérieurs au XIIIe siècle, date à partir de laquelle il est mentionné dans les sources sous le terme de Feodum Descotes dans l’obituaire du cartulaire d’Évron. À noter qu'il n'est pas le seul château qui gardait cette voie et on peut citer d'autres forts comme le Rubricaire, le château du Plessis-Buret et celui de Noirieux.
Ce château est le centre de la seigneurie des Escotais qui s'étendait sur une centaine de kilomètres carrés et comprenait notamment les villes et villages de Jublains, Hambers, Aron et Mésangers.

### Guerre de Cent Ans
Pendant la guerre de Cent Ans, la forteresse est renforcée pour résister à un siège, avec l'accord du seigneur du Bellay, gouverneur du Maine et de l'Anjou. Jean des Escotais y maintenait une garnison qui effectuait des sorties contre les Anglais. Partiellement démolie en 1422 par Jean des Vaux sur fond de querelles personnelles, elle est ensuite reconstruite immédiatement. Le château de Lassay, non loin, subit d'ailleurs le même sort et fut reconstruit de manière concomitante.

### Époque moderne
Au début du XVIe siècle, Guyon des Escotais, dernier descendant mâle de la branche aînée, transmet la propriété à sa sœur Guillemine, mariée à François de Montdamer. Le château reste dans cette famille pendant cinq générations avant de passer, par mariage, à la famille d'Andigné au XVIIe siècle.
Sans en avoir de certitudes, le château est sans doute désarmé au cours du XVIIe siècle à la suite de la déclaration de Nantes qui ordonne le démantèlement des éléments défensifs qui ne sont pas immédiatement nécessaire pour la défense du royaume.
En 1669, la seigneurie est mentionnée dans les aveux de François d'Andigné (alors seigneur du lieu) comme "maison seigneuriale, domaine, prairies, bois de haute futaie, bois et étangs" , et en 1692 « château et maison seigneuriale des Escotais ». Il apparaît comme un château de taille significative en 1711 sur la carte de la généralité de Tours.
En 1714, le château est vendu par Ambroise d'Andigné, criblé de dettes, à Michel de Raccapé, puis à François Poisson en 1717. Par héritage, il passe à Jean-Jacques de Brossard et reste dans sa descendance jusqu'à sa vente vers 1850.
L’abbé Angot situe la ruine du château vers 1760, évoquant un événement marquant, peut-être un incendie, comme en témoigne la description d’un château noirci dans une description de l'époque,. Cette datation est cohérente avec la carte du Maine de 1753 qui représente un château en état et celle de Cassini publiée en 1772 qui confirme son état de ruine.

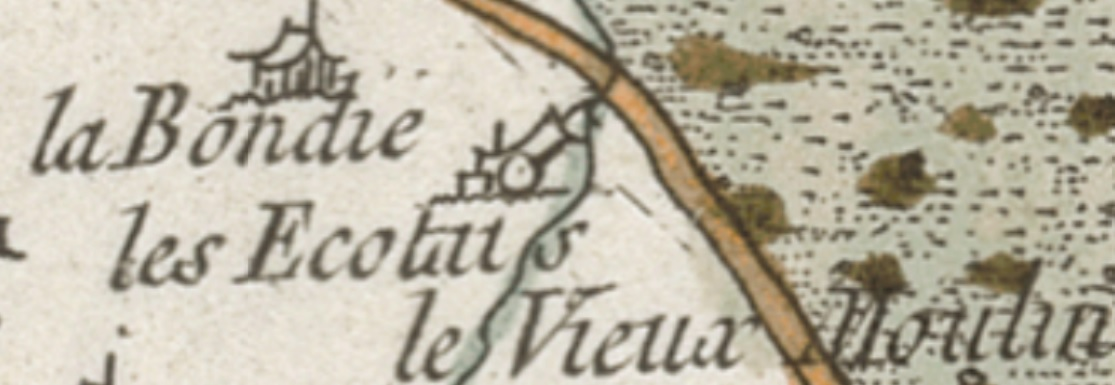
Carte de Cassini (1772) indiquant les ruines du château des Escotais.

### Époque contemporaine
Le cadastre de 1830 montre les douves encore en eau et une enceinte irrégulière de 50 mètres de diamètre. Seules quelques structures, comme un bâtiment carré à l'entrée et une tour à l’est, subsistent. En 1837, le château est décrit comme suit dans le Bulletin de la Société Royale d'Agriculture :
De cette hauteur, on découvre le vieux château des Escotais, s’élevant noirci et dégradé au milieu de champs couverts de riches moissons.

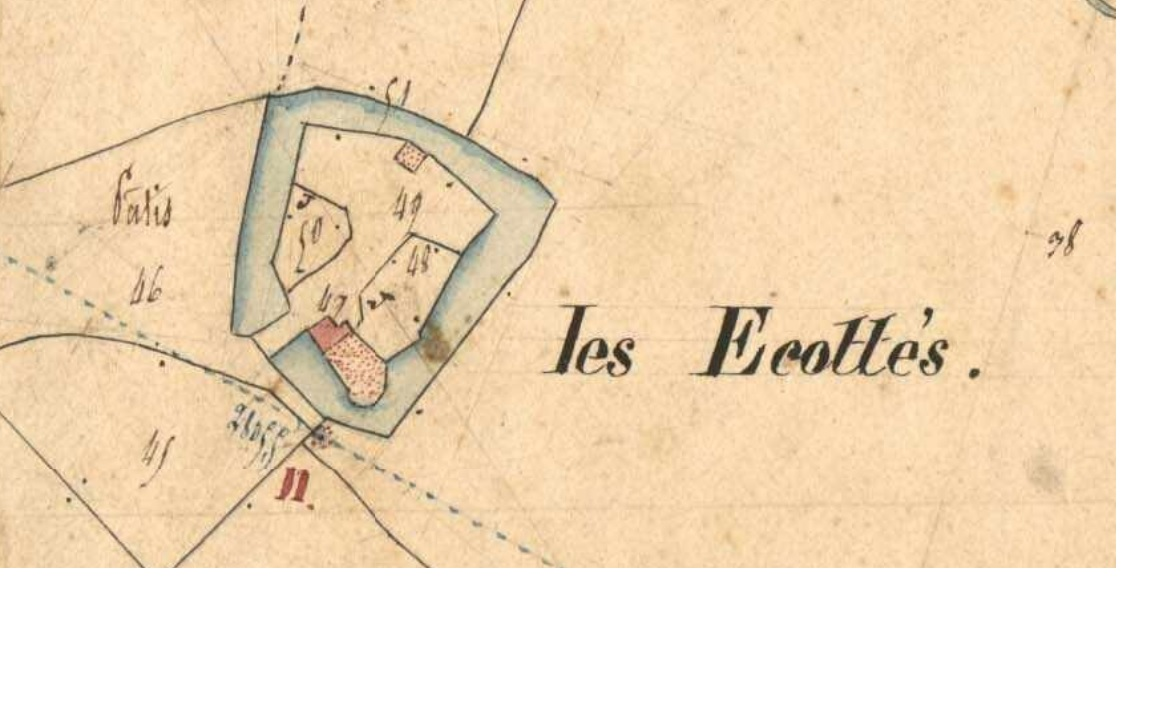
Cadastre de 1830 montrant les ruines du château des Escotais.

Durant le XIXe siècle, il sert de carrière de pierre pour la construction des maisons du village, accélérant sa dégradation. F. Verger en donne cette description en 1865 :
À regret, je quittais la montagne et l’Hermitage pour me diriger vers les ruines du château des Ecottais. Il est assis dans la plaine, une douve pleine d’eau l’entoure de tous côtés ; la partie principale est encore fort élevée, mais on n’y peut plus monter ; pendant nos troubles, on y venait prendre des pierres pour bâtir, et les escaliers ont été enlevés entièrement.
Au début du XXe siècle, l’abbé Angot décrit le château comme étant pratiquement en ruine...

## Architecture

### Description
Le château est entouré de larges douves  formant une une enceinte irrégulière de 50 mètres de diamètre. Ces douves, toujours en eau, entièrement maçonnées et relativement profondes, sont alimentées par le ruisseau du Moulin Neuf. Actuellement, on peut compter les vestiges de huit tours.
Les murs d’enceinte comme ceux du donjon et de la tour qui abritait sans doute une boulangerie, sont montés en blocs de granite de petite taille. Sur la tour protégeant le pont-levis, on peut aisément voir la reconstruction à la suite de la destruction de 1422, le mur originel étant composé de pierres de taille bien plus petites. On peut aussi observer les deux époques au niveau des meurtriers du mur d’enceinte avec certaines qui permettaient l’utilisation d’armes à feu tandis que d’autres étaient bien trop exiguës pour le permettre.
Parmi les vestiges encore visibles, deux parties sont encore assez élevées :
- Une aiguille effilée de 20 mètres de haut, sans doute le donjon ;
- Les murs d'enceintes gardant le pont levis au sud avec de nombreuses meurtrières et canonnières.

On retrouve aussi un puits et au XXe siècle, de larges galeries souterraines étaient encore accessibles.

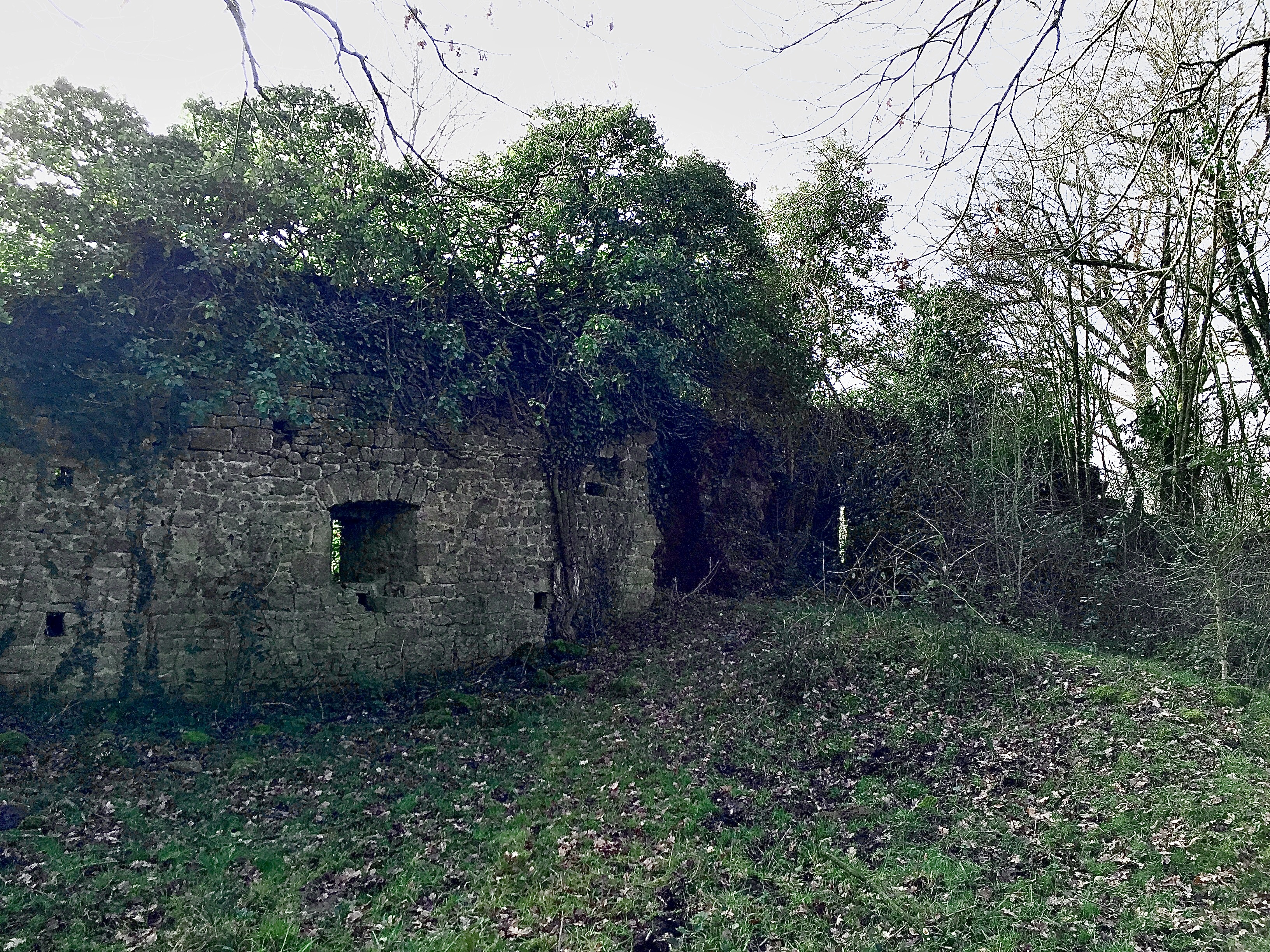
Mur d'enceinte avec ses meurtrières
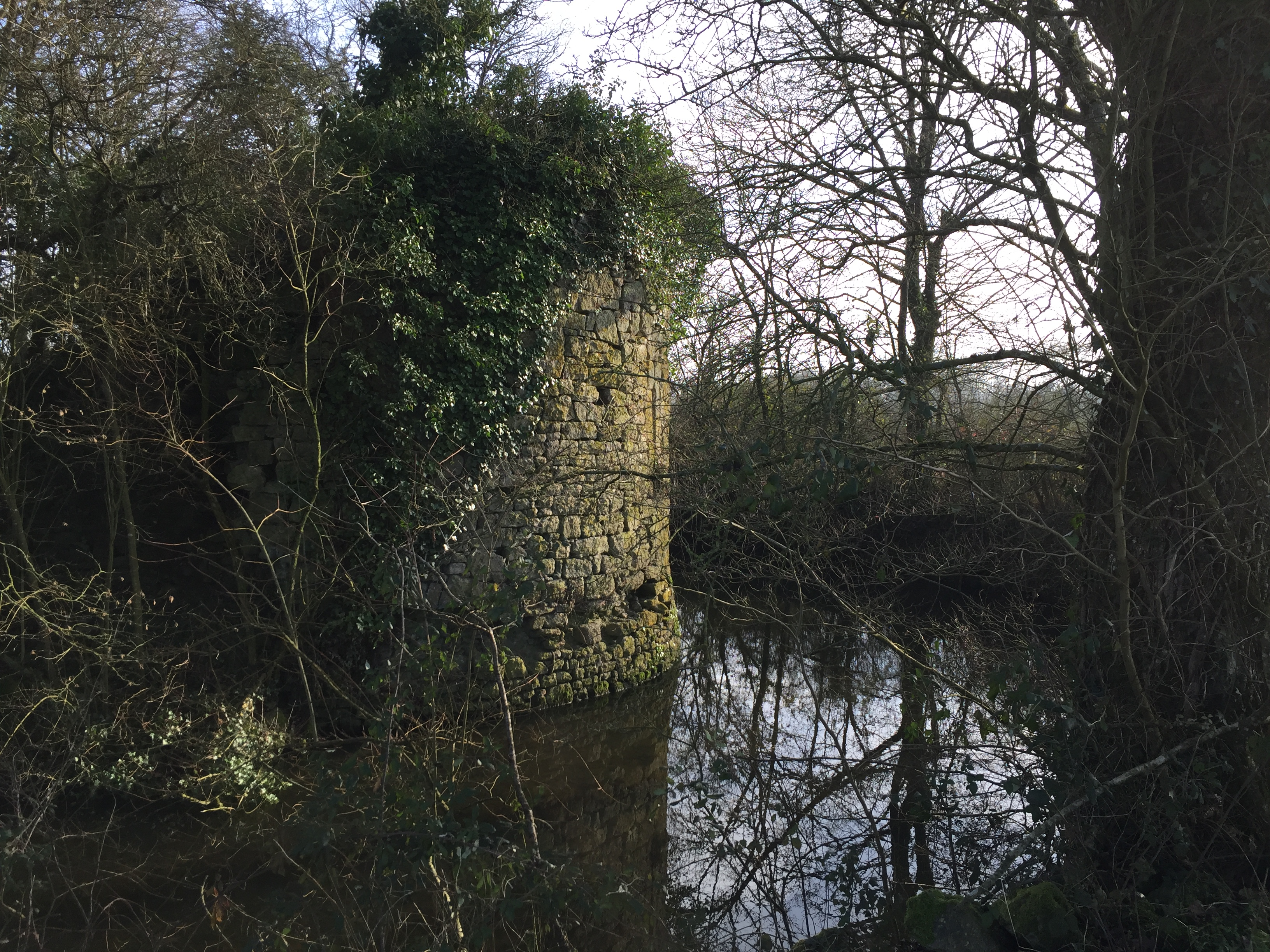
Tour protégeant le pont levis

### Accès
Les ruines sont accessibles depuis Jublains en suivant la rue des Ecottés. Après un chemin chaotique, il faut continuer à pied pour atteindre le site, aujourd’hui envahi par la végétation. Les coordonnées GPS sont : 48.243867, -0.476704.

## Les seigneurs des Escotais
La famille des Escotais est une des plus anciennes lignée noble du Maine. En écrivant sur cette famille, François-Alexandre de la Chesnay dans son dictionnaire sur la noblesse écrit:
« Cette seigneurie qui a appartenu successivement à ceux de ce nom, les remonte à l’origine des surnoms et à l’établissement des fiefs héréditaires, au moyen de quoi ces fiefs et ces surnoms sont devenus propres aux familles. »
Le premier des Escotais, Thibault, a participé à la troisième croisade en 1191 auprès de Richard Cœur de Lion, et son blason orne le plafond de la salle des croisades au château de Versailles,.
La filiation de cette famille est prouvée à partir de Guillaume II des Escotais qui vivait en 1280,,,. Les seigneurs des Escotais avaient droit de haute justice (capacité de juger toutes les affaires et de prononcer toutes les peines) sur leurs terres comme l'indiquent les différents aveux du duché de Mayenne.
La branche cadette, installée en Touraine, devient plus connue au XVIIIe siècle avec Roland des Escotais, qui obtient en 1755 l’érection de ses terres en comté des Escotais et reçoit par deux fois les honneurs de la cour (1765 et 1770). C'est de cette branche que descend la famille aujourd'hui subsistante. C'est cette branche qui donne son nom à la rivière des Escotais qui traverse leur comté.
Leurs armes sont d'argent à trois quintefeuilles de gueules.

Armes de la famille des Escotais.

## Sources d'archives
- Destruction du château en 1422 et procès qui s’est ensuivi : Archives nationales, X/1a /9191 (f.15-19); X/2a/18 (f.6, 7, 8, 57, 59 et 60)
- Titres de la famille des Escotais et actes de reconnaissance de ses possessions : Bibliothèque nationale de France, Chappée 114 ainsi que Pièces Originales (PO) 1060
- Preuves de noblesse de la famille des Escotais : Archives nationales, X/1a/8761 (enregistrement des lettres patentes de 1755), X/1b/9035 (copie des lettres patentes)
- Sources généalogiques de la famille des Escotais (cabinet des titres) : Bibliothèque nationale de France, Fond Chérin 73 (Français 31635) ; Dossier bleu 250 (Français 29795) ; Nouveau d’Hozier 124 (Français 31349) ; Carrés d’Hozier 237 (Français 30466) ; Cabinet d’Hozier 127 (Français 31008)
- Cadastres : Archives Départementales de la Mayenne, Cadastre napoléonien, Jublains, Section C1, 3 P 2717/9